# Koukkujärvi (Övertorneå socken, Norrbotten)
Koukkujärvi är en sjö i Övertorneå kommun i Norrbotten och ingår i Torneälvens huvudavrinningsområde.